# Jean-David Levitte
Pour les articles homonymes, voir Levitte.
Jean-David Levitte, né le 14 juin 1946 à Moissac, est un diplomate français, ambassadeur de France dignitaire depuis 2006. Il a été conseiller diplomatique et sherpa de deux présidents de la République : Jacques Chirac et Nicolas Sarkozy.

## Origines
Jean-David Levitte est né le 14 juin 1946 à Moissac. Il est le fils de Georges Lévitte, un immigré juif russe, professeur d’hébreu et de religion qui, pendant la Seconde Guerre mondiale, faisait passer des enfants juifs en zone libre. Ses grands-parents paternels (David Levitte né le 1er juillet 1879 à Ekaterinoslav, en Russie et Ida Levitte née le 3 mars 1884 ainsi que son oncle Édouard né à Metz le 27 février 1927) sont déportés par le Convoi No 47 en date du 13 février 1943 et morts dans le camp d'extermination d'Auschwitz. Il porte le nom de son grand-père paternel David. Il est le neveu de Simon Levitte.
Sa mère, Doreen Duggan, est d'origine britannique et afrikaner.

## Famille
Marié depuis le 20 mars 1970 à Marie-Cécile Jonas, Jean-David Levitte est le père de deux filles, Mathilde et Camille.

## Études
Titulaire d'une licence en droit, Jean-David Levitte est diplômé de l'Institut d'études politiques de Paris et de l'École nationale des langues orientales vivantes en chinois et indonésien. En 1970, il réussit le concours de recrutement de secrétaire des affaires étrangères.

## Fonctions
D'abord en poste en Asie puis en administration centrale en France, il est nommé, en 1981, conseiller à la Mission permanente de la France auprès des Nations unies puis sous-directeur de l'Afrique de l'Ouest au ministère des Affaires étrangères (1984) et directeur adjoint du cabinet du ministre des Affaires étrangères, Jean-Bernard Raimond en 1986.
Il est ensuite notamment représentant permanent de la France à l'Office des Nations unies à Genève (1988-1990) puis conseiller diplomatique et sherpa du président de la République Jacques Chirac de 1995 à 2000.
Représentant permanent de la France auprès des Nations unies à New York (2000-2002) puis ambassadeur de France aux États-Unis (2002-2007), il multiplie les communiqués pour dénoncer les insultes antifrançaises au moment de la guerre d'Irak, dont une lettre ouverte, le 17 mars 2003, dans laquelle il dénonce « la campagne de désinformation » contre la France » menée dans les médias américains. Il est par la suite l'un des acteurs du réchauffement des relations entre Jacques Chirac et le président américain George W. Bush.
Dans le jargon diplomatique, il est surnommé « Diplomator », du fait de ses qualités de diplomate.
Le 16 mai 2007, le président de la République Nicolas Sarkozy fait de lui son sherpa et son conseiller diplomatique. Quoiqu'ayant pris sa retraite de diplomate à compter du 1er avril 2011, il garde sa fonction de conseiller à l'Élysée.
Il est élu membre de l'Académie des sciences morales et politiques le 17 décembre 2007 au fauteuil de Raymond Triboulet (1906-2006).
Il est membre du comité de parrainage du Collège des Bernardins.
Il est également Conseiller du Conseil d'Administration de American Friends of Yahad-In Unum.
À l'occasion de l'élection présidentielle de 2017, il fait partie des 60 diplomates qui apportent leur soutien à Emmanuel Macron.
Jean-David Levitte s'est ensuite reconverti dans les affaires, monnayant son influence et son carnet d'adresse à travers l'entreprise « JDL Conseil », suscitant l'indignation de certains médias. Il a également été nommé conseiller spécial par Rock Creek Global Advisors, une société de conseil fondée par Joshua Bolten, ancien directeur de cabinet du président George W. Bush et également ancien employé de la banque Goldman Sachs. Il est également associé du cabinet d'influence ESL & Network depuis 2015, intégré à l'ADIT en 2020.

## Distinctions honorifiques
- Commandeur de la Légion d'honneur[14]
- Chevalier de l'ordre national du Mérite
- Commandeur de l'ordre des Arts et des Lettres (1994)[15],[16]
- Grand-croix, 1re classe de l'ordre du Mérite (République fédérale d'Allemagne)
- Grand officier de l'ordre national du Cèdre (Liban)[17]

## Carrière
- 1970 : Concours pour le recrutement de secrétaires des affaires étrangères (Cadre d'Orient)
- 1971 : Vice-Consul à Hong Kong
- 1972-1974 : Troisième secrétaire à Pékin
- 1974-1975 : Direction des affaires économiques au ministère des Affaires étrangères
- 1975-1981 : Chargé de mission au secrétariat général de la présidence de la République
- 1981-1984 : Conseiller à la Mission permanente de la France auprès des Nations unies à New York
- 1984-1986 : Sous-directeur de l'Afrique de l'Ouest au ministère des Affaires étrangères
- 1986-1988 : Directeur adjoint du cabinet du ministre des Affaires étrangères, Jean-Bernard Raimond
- 1988-1990 : Ambassadeur, Représentant permanent de la France auprès des Nations unies à Genève
- 1990-1993 : Directeur d'Asie et Océanie au ministère des Affaires étrangères
- 1993-1995 : Directeur général des relations culturelles, scientifiques et techniques du ministère des Affaires étrangères et président de l'Agence pour l'enseignement français à l'étranger.
- 1995-2000 : Conseiller diplomatique et sherpa du président de la République Jacques Chirac.
- 2000-2002 : Représentant permanent de la France auprès des Nations unies à New York.
- 2002-2007 : Ambassadeur à Washington[18].
- 2007-2012 : Conseiller diplomatique et sherpa du président de la République Nicolas Sarkozy.

## Sources
- « Un gentleman à l'Élysée », Jeune Afrique no 2419 du 20 mai 2007
- Notice biographique sur le site de l'ambassade de France aux États-Unis d’Amérique - (en ligne Version archivée du 30 janvier 2008 sur Internet archive)